# Aiguilles de Chamonix
Le Aiguilles de Chamonix (in italiano Guglie di Chamonix) sono un gruppo di creste rocciose del massiccio del Monte Bianco e collocate nella parte settentrionale, francese, del massiccio. Si trovano tra il ghiacciaio dei Bossons ad ovest e la Mer de Glace ad oriente. Dominano la vallata di Chamonix e rappresentano uno dei paesaggi più celebri delle Alpi francesi.

## Classificazione

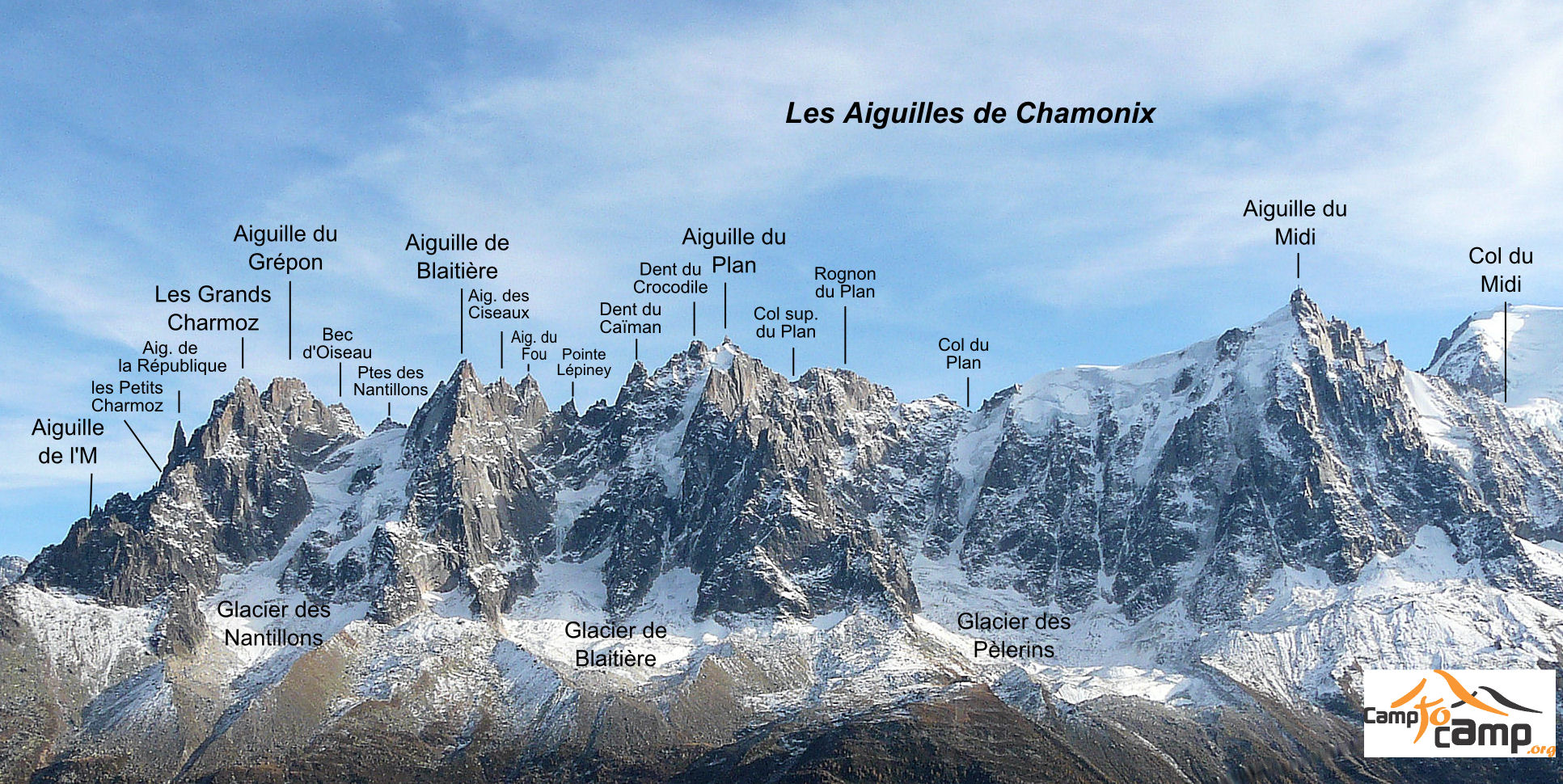
Panorama delle Aiguilles di Chamonix viste da ovest e con indicazione delle principali vette.

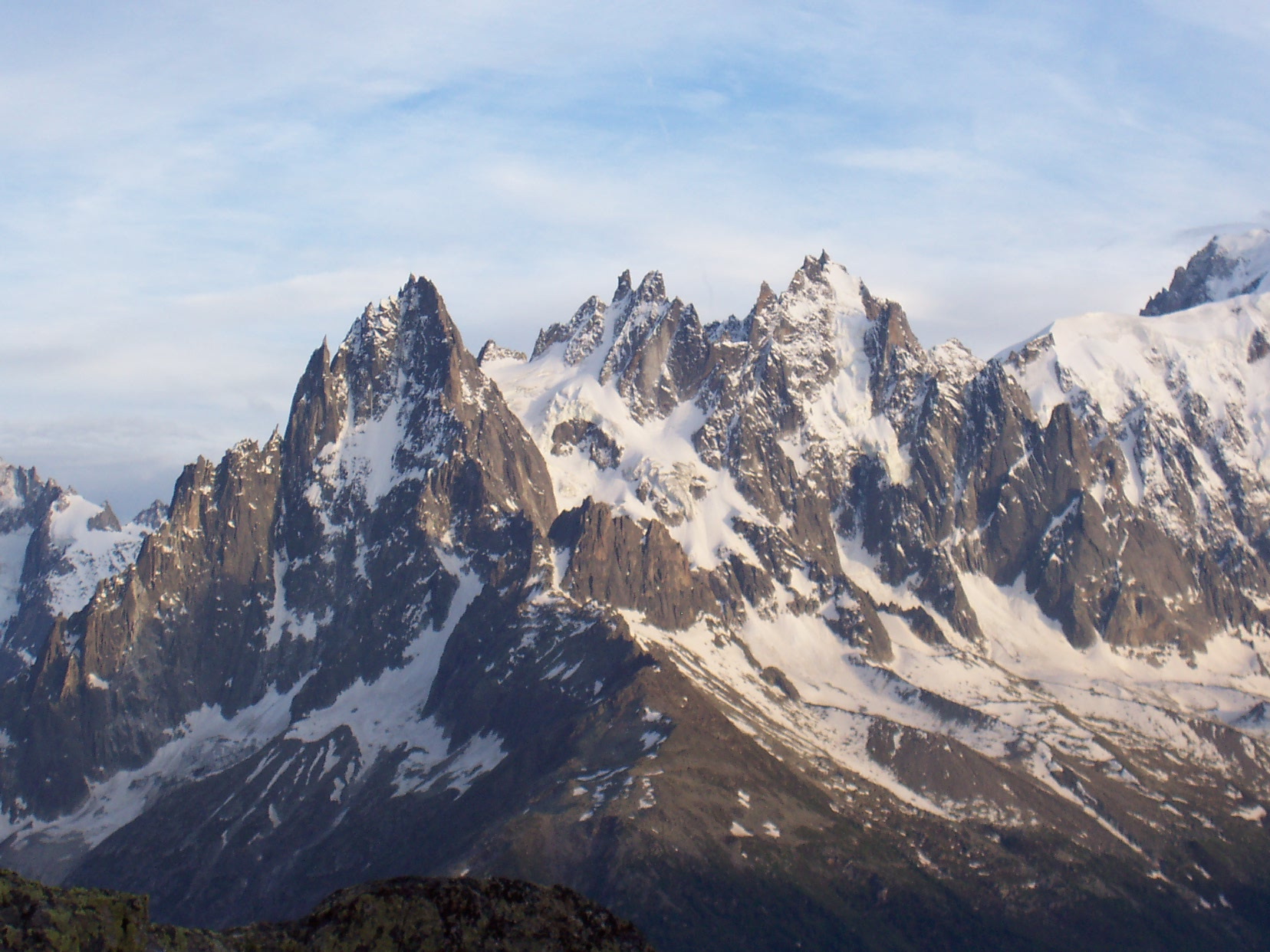
Le Guglie di Chamonix, versante nord-ovest

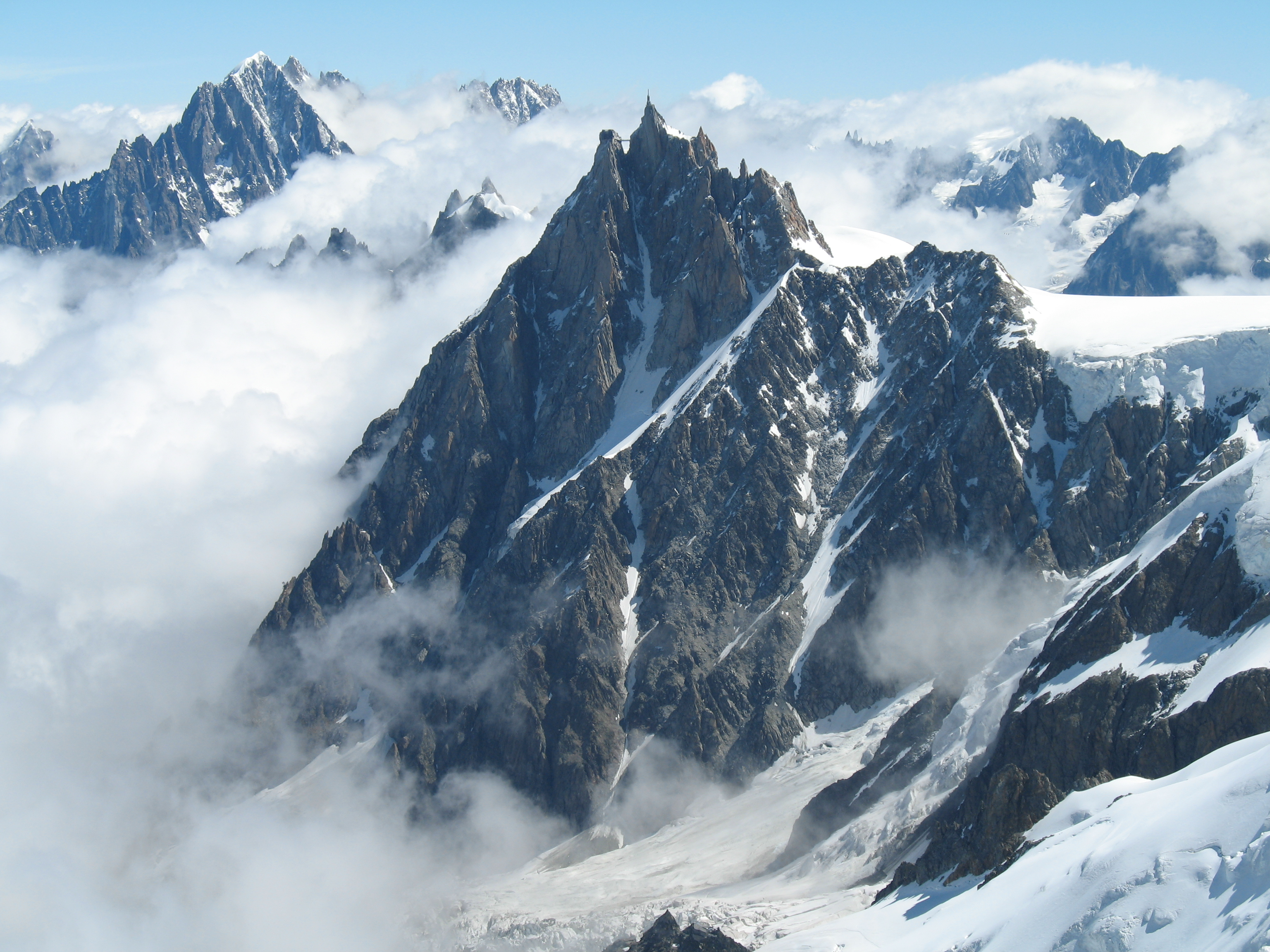
Aiguille du Midi

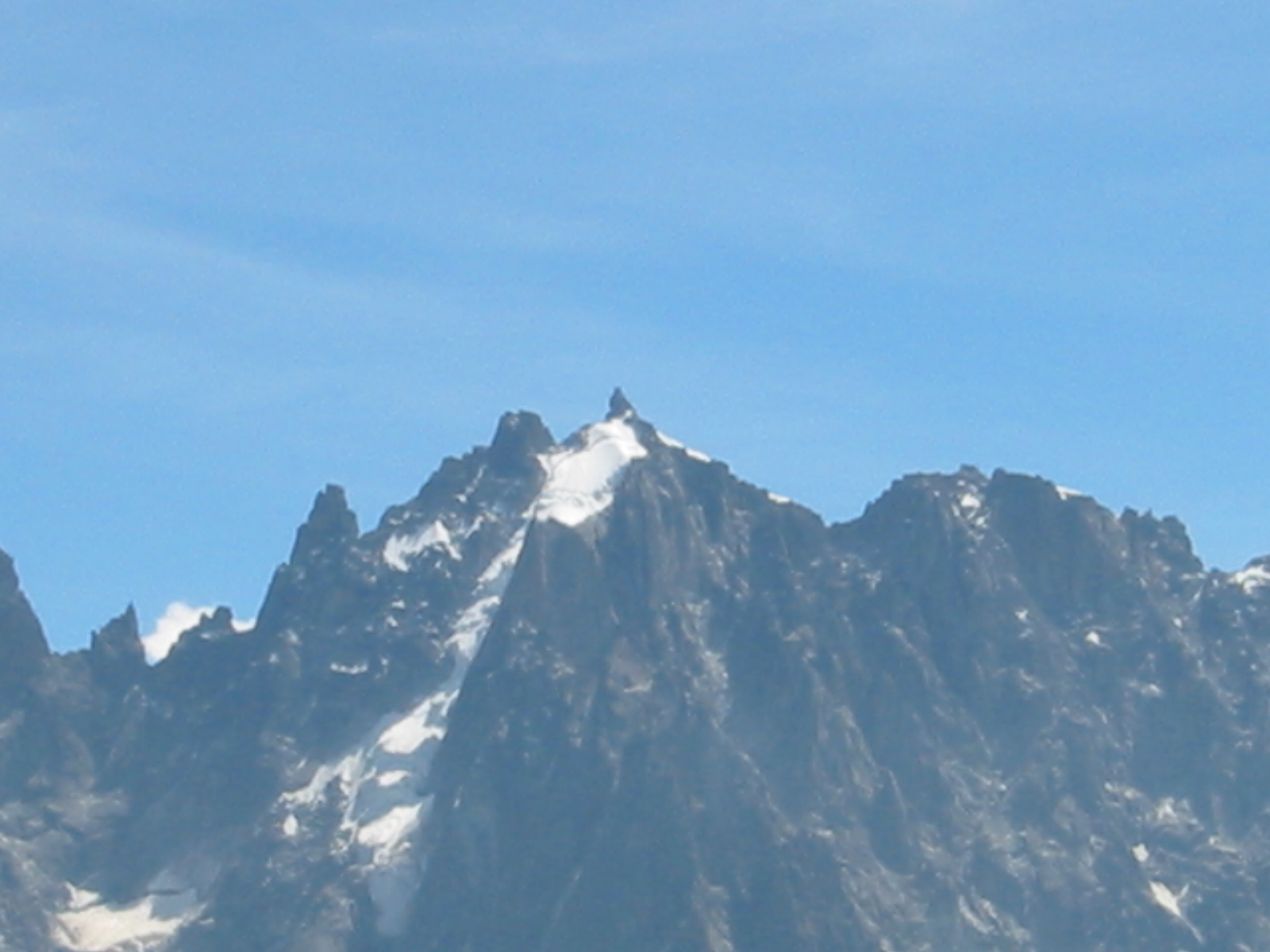
Aiguille du Plan

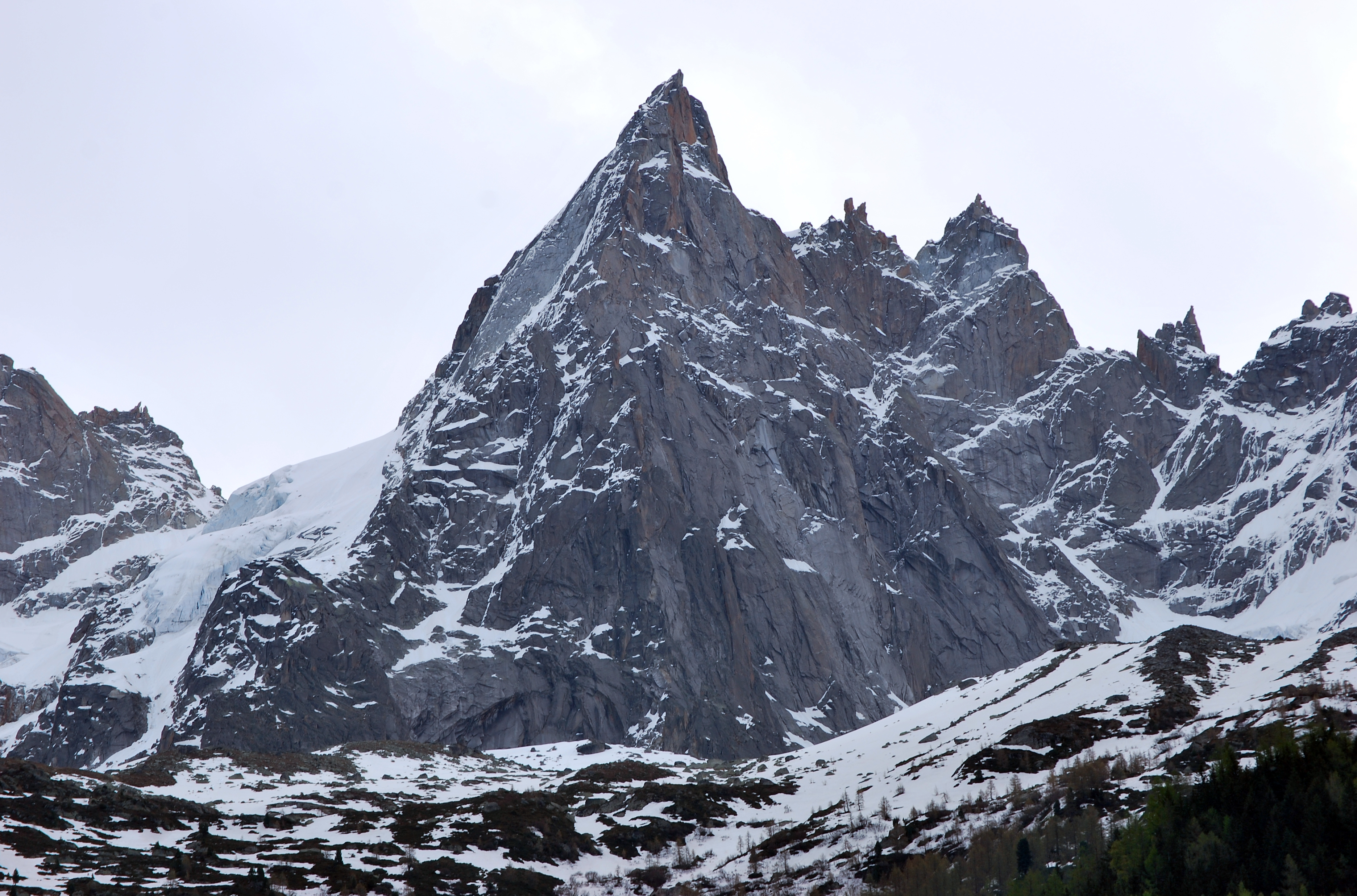
Aiguille de Blaitière

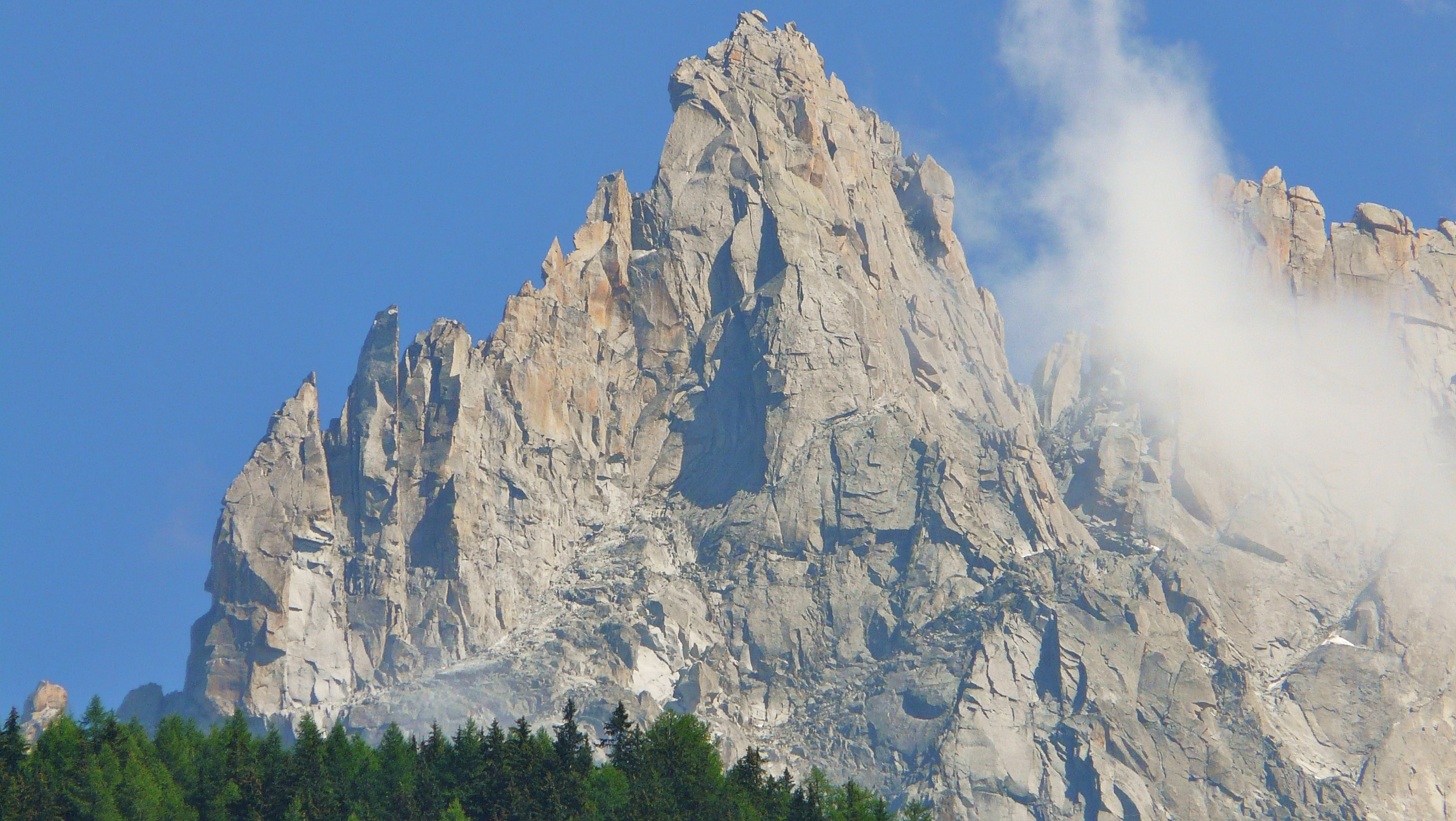
Aiguille des Grands Charmoz

Secondo la classificazione della SOIUSA le Aiguilles de Chamonix formano un gruppo alpino con la seguente classificazione:
- Grande parte = Alpi Occidentali
- Grande settore = Alpi Nord-occidentali
- Sezione = Alpi Graie
- Sottosezione = Alpi del Monte Bianco
- Supergruppo = Massiccio del Monte Bianco
- gruppo = Catena delle Aiguilles de Chamonix
- Codice = I/B-7.V-B.3

## Geologia
Le Guglie di Chamonix appartengono geologicamente al massiccio cristallino del Monte Bianco, costituito da graniti microcristallini di varia colorazione. La linea di cresta è circa parallela alla faglia d'angolo, che si sviluppa a nord-ovest delle guglie, tra queste e Chamonix, e separa i graniti del massiccio cristallino dagli ortogneiss chiari della zona di Chamonix.

## Delimitazioni
A sud il Col du Midi le separa dal Mont Blanc du Tacul; ad est sono contornate dal Ghiacciaio del Tacul e dalla Mer de Glace; a nord le limita il torrente Arveyron e ad ovest la valle di Chamonix ed il Ghiacciaio dei Bossons.

## Cime principali
Le Aiguilles de Chamonix si suddividono a loro volta in quattro sottogruppi:
- Gruppo dell'Aiguille du Midi che va dal Col du Midi al Col du Plan ed al quale appartiene principalmente:
  - Aiguille du Midi (3.843 m)
- Gruppo dell'Aiguille du Plan che va dal Col du Plan Col de Blaitière ed al quale appartiene principalmente:
  - Aiguille du Plan (3.673 m)
  - Pain du Sucre - Envers du Plan (3.607 m)
  - Dent du Requin (3.422 m)
- Gruppo dell'Aiguille de Blaitière che va dal Col de Blaitière alla Brèche supérieure du Col des Nantillons ed al quale appartiene principalmente:
  - Aiguille de Blaitière (3.522 m)
  - Aiguille des Pelerins (3.318 m)
  - Aiguille du Peigne (3.192 m)
  - Dent du Crocodile (3.640 m)
  - Dent du Caiman (3.554 m)
  - Aiguille du Fou (3.501 m)
- Gruppo Charmoz-Grépon che va dalla Brèche supérieure du Col des Nantillons e fino al torrente Arveyron ed al quale appartengono:
  - Aiguille des Grands Charmoz (3.445 m)
  - Petites Charmoz (2.867 m)
  - Aiguille de l'M (2.844 m)
  - Aiguille du Grépon (3.482 m)
  - Aiguille de la Republique (3.305 m)
  - Tête de Trélaporte (2.552 m)

## Ascensioni
La maggior parte di esse sono state scalate sin dagli inizi dell'alpinismo, e precisamente:
- nel 1818 l'Aiguille du Midi
- nel 1871 l'Aiguille du Plan
- nel 1874 l'Aiguille de Blaitière

L'ascensione del Grépon, effettuata il 5 agosto 1881 da A. F. Mummery con le guide Alexander Burgener e Benedikt Venetz, è stata una delle prime scalate rocciose di difficoltà elevata. Le guglie sono attraversate da numerosi itinerari di difficoltà variabile.

## Rifugi
I rifugi che interessano le Aiguilles de Chamonix sono:
- Rifugio des Cosmiques - 3.613 m
- Rifugio de l'Envers des Aiguilles - 2.687 m
- Rifugio du Requin - 2.516 m
- Rifugio Plan de l'Aiguille - 2.207 m

## Galleria d'immagini

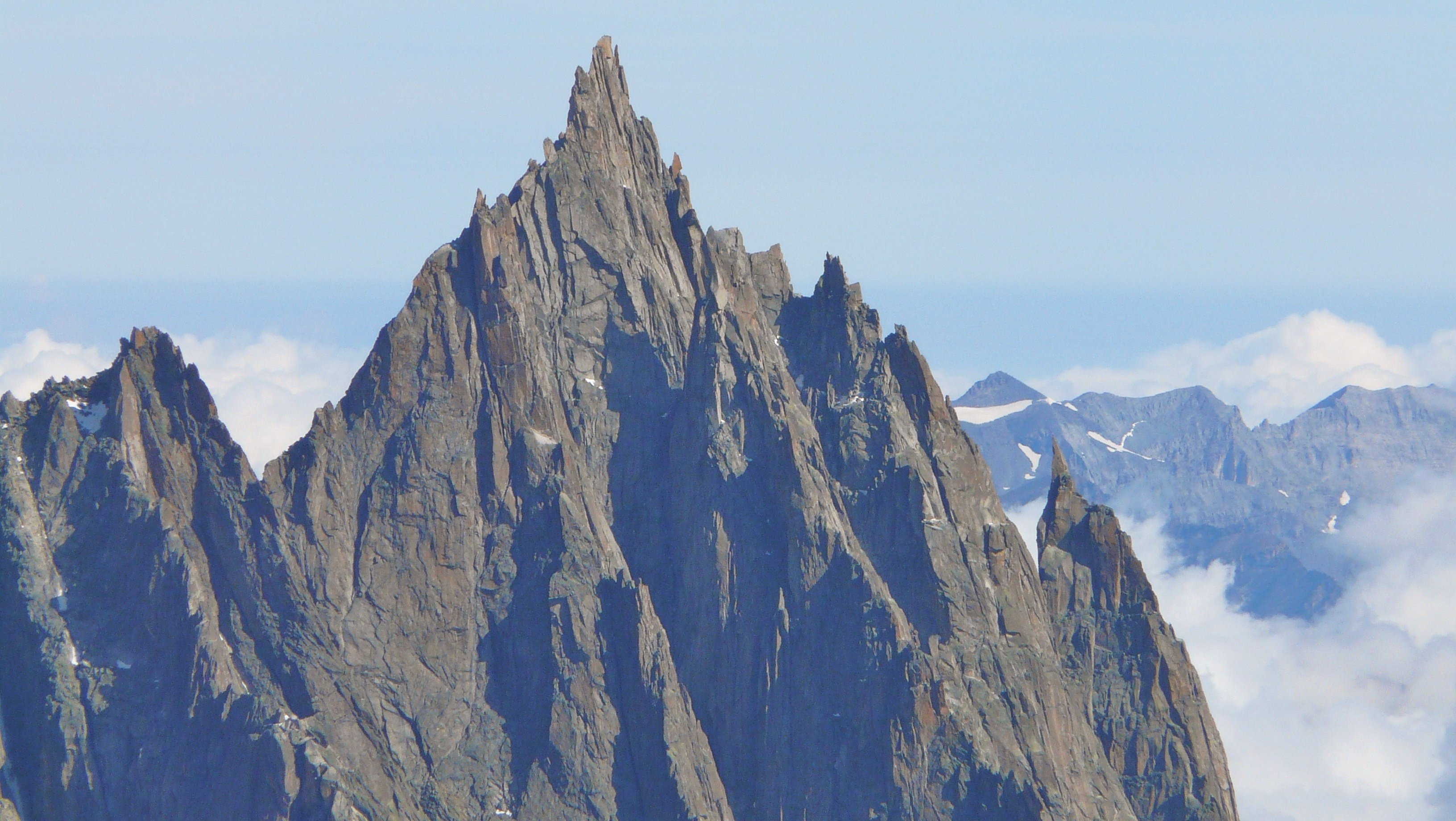
Aiguille du Grépon
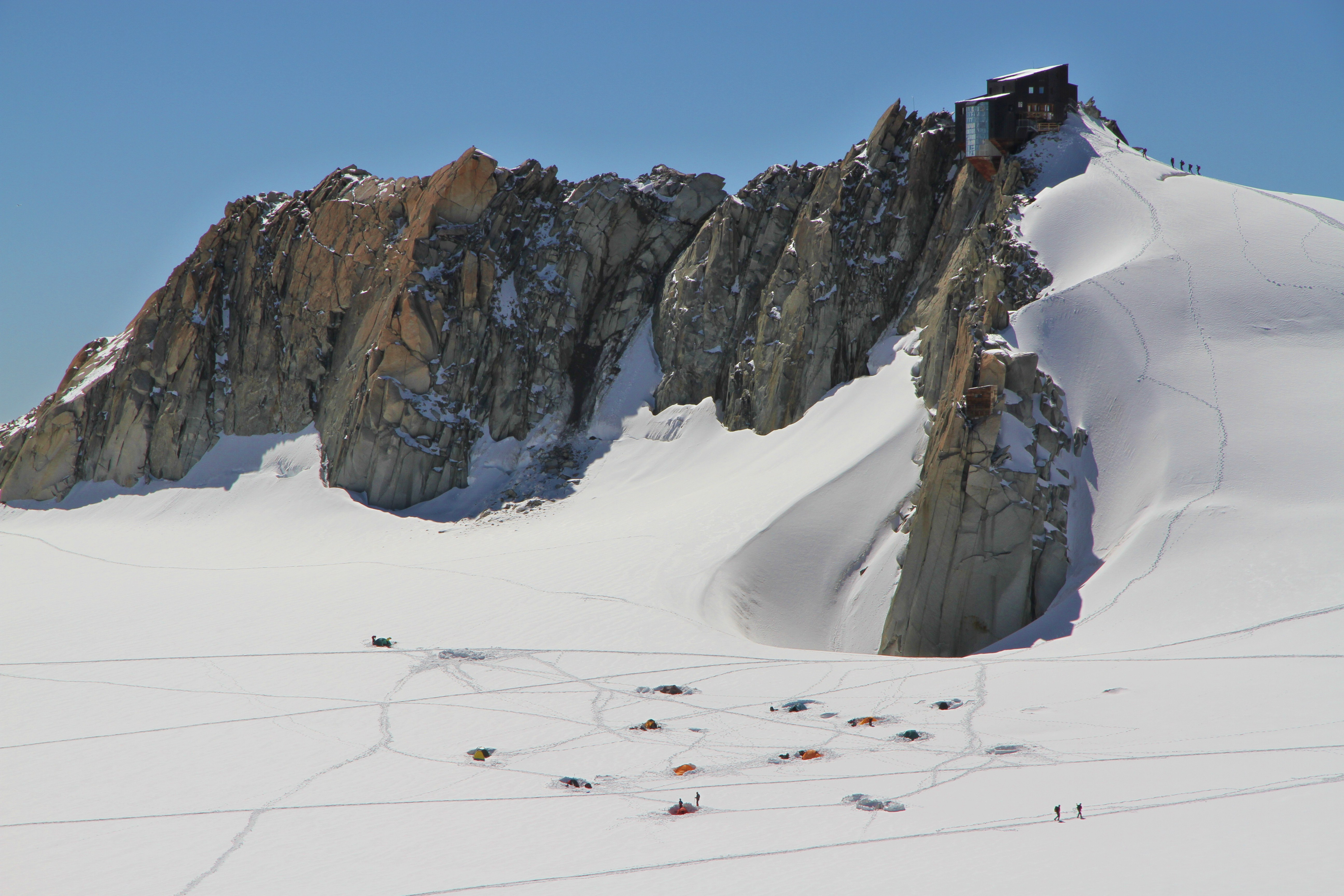
Il Rifugio des Cosmiques
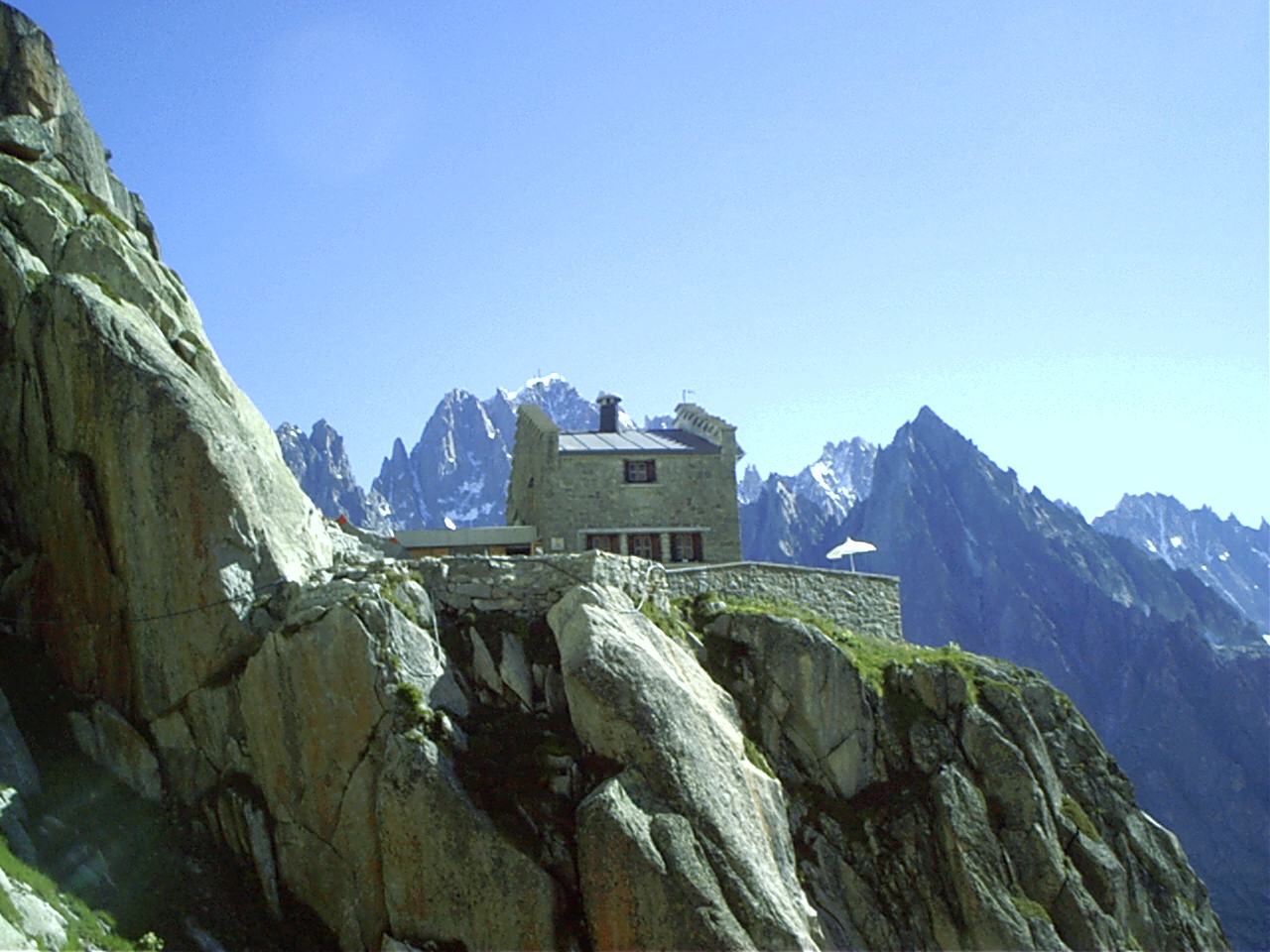
Rifugio de l'Envers des Aiguilles
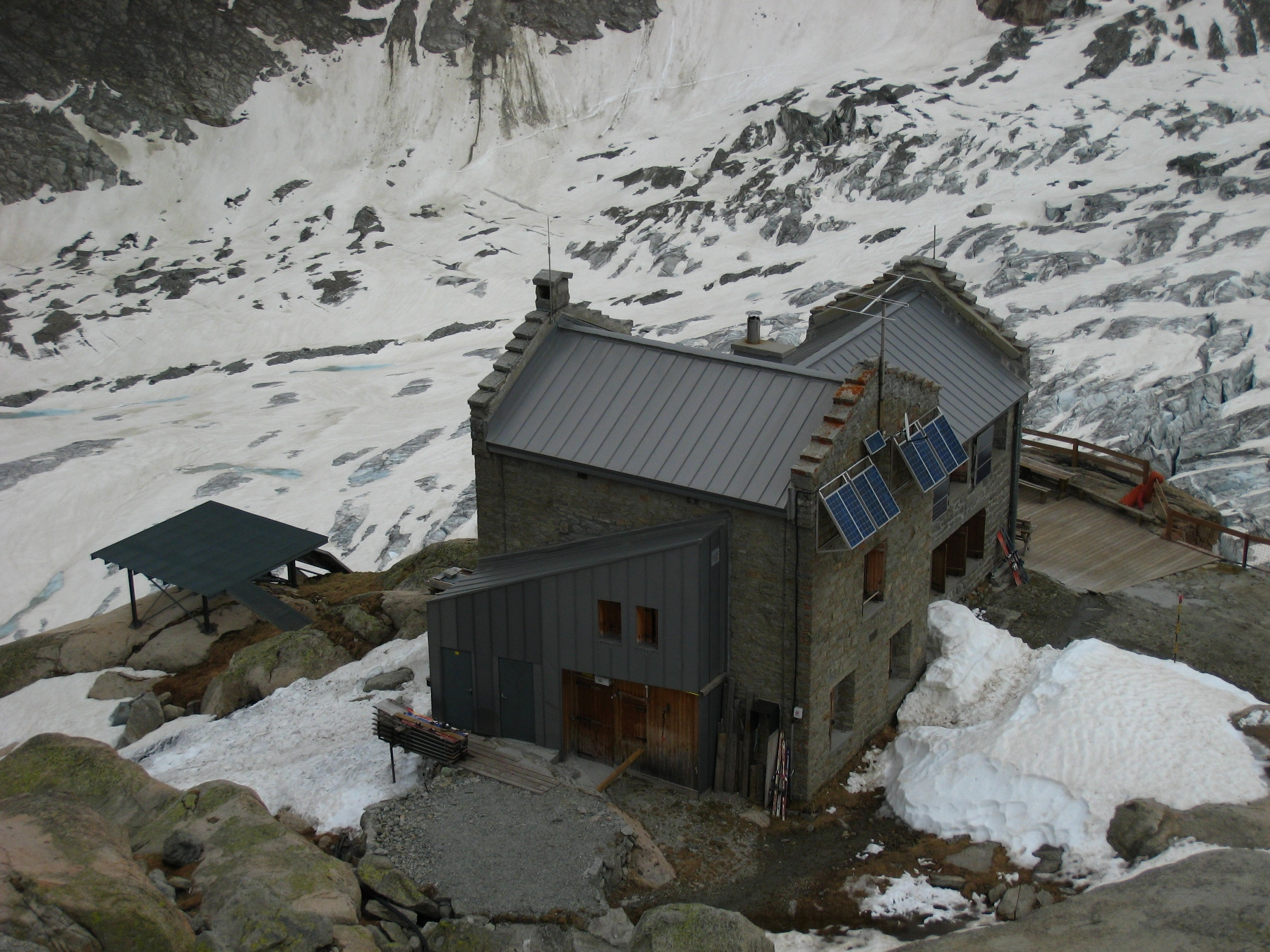
Rifugio du Requin
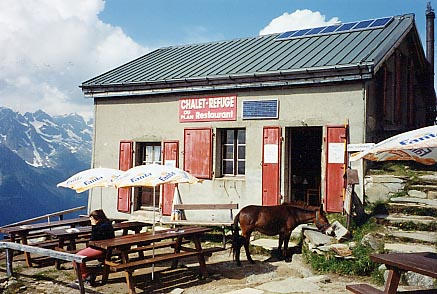
Rifugio Plan de l'Aiguille